# Норма податкового права
Норма податкового права — це загальнообов'язкове, формально визначене, встановлене чи санкціоноване державою та забезпечене державним захистом правило загального характеру, яке регулює владні відносини по встановленню, введенню та справлянню податків та зборів, а також відносини, що виникають в процесі здійснення податкового контролю, оскарження актів податкових органів, дій (бездіяльності) їх посадових осіб та притягнення до відповідальності за здійснення податкового правопорушення.
Норми податкового права є різновидом правових, а в більш вузькому плані — різновидом фінансово-правових норм. У зв'язку з цим їм властиві як ознаки, загальні для всіх правових норм, так і специфічні, характерні тільки для норм фінансового права. Разом з тим норми податкового права мають і особливості, обумовлені їх приналежністю до податкового права:
- податково-правова норма, виражаючи державну волю, направлена на утворення централізованих та децентралізованих публічних грошових фондів необхідних для виконання завдань і функцій держави, територіальних громад. На відміну від інших фінансово-правових норм, приписи податково-правових норм стосуються тільки різновиду фінансових відносин, які складаються в процесі формування дохідної частини бюджетів;
- податкові норми держави випливають з державного суверенітету, політичного режиму, основ єдиного економічного простору країни і соціальної функції бюджету. Відповідно вони несуть яскраво виражене національно-державне забарвлення навіть в умовах активної глобалізації;
- особливий порядок внесення змін. Зміни до будь-яких елементів юридичної конструкції податку податку не можуть вноситися пізніш як за шість місяців до початку нового бюджетного періоду, в якому будуть діяти нові правила та ставки. Податки та збори, їх ставки, а також податкові пільги не можуть змінюватися протягом бюджетного року;
- в змісті податково-правових норм переважають позитивні зобов'язання та заборони. Іншими словами, норми податкового права регулюють відносини, головним чином, через встановлення обов'язків та заборон для суб'єктів податкового права. Наприклад, держава, встановивши податки і збори, не залишає суб'єктам жодної самостійності, а тільки зобов'язує їх до сплати в точній відповідності зі своїми вимогами;
- санкції податково-правових норм носять виключно майновий характер, тобто направлені на майно порушника, а не на його особу.